# ツィッタウ
ツィッタウ（ドイツ語: Zittau, チェコ語: Žitava, ポーランド語: Żytawa）は、ドイツ・ザクセン州南東部の都市である。ポーランド、チェコとの国境に近く、ドイツ、ポーランド、チェコの三国国境（トライポイント）となっている。2007年現在の人口は29,361人で、ゲルリッツ郡に属する。ツィッタウ中心部では、建物の多くがドイツ建築の本来の美しさを保っている。ツィッタウでは有名なイタリアン・スタイルの市庁舎や聖ヨハネ教会、中世から遺産である塩倉庫のザルツハウス (Salzhaus) がある。ザルツハウスはドイツでも古い倉庫建築のうちの一つとなっている。

## 歴史
ツィッタウは六都市同盟の一つである。ツィッタウはかつて市民が裕福であったことから、"Die Reiche"（=リッチ）と呼ばれる特別な称号を得ていた。対抗宗教改革の間や1620年の後、白山の戦い時にボヘミアから数多くの抵抗者や避難民がツィッタウへやって来た。多くのボヘミアからの人々は続けて、周囲の村やベルリン、ドレスデン、ブランデンブルクなどへ散った。戦争による完全な破壊はかつての七年戦争時で、裕福な時を反映するものは数少ない特別な建物や裕福な墓地だけであった。
16世紀初期のもっとも重要な取引品はビールであった。後の18世紀や19世紀には繊維がシレジア地方共通の重要な取引品となる。第二次世界大戦時に強制労働者のキャンプが設置され、飛行機の部品が作られていた。
1990年のドイツ再統一後、東ドイツ (GDR) 時代から存続していた、ほとんどの大規模な繊維工場は何の変化も更なる投資もなく数年で閉鎖されてしまい、ツィッタウは経済的基盤を失ってしまった。加えて、市の郊外にある褐炭の露天掘りも閉鎖された。かつての裕福な街は周辺国の安い労働力にも現在、苦しめられている。

## 国境の街
ナイセ川沿いに位置したことから、ツィッタウは今日ではチェコとドイツ、ポーランドの三国国境の都市となっている。かつては検問所があり、出入国審査や税関審査が行われていたが、2007年12月21日にチェコとポーランドがシェンゲン協定国になったため検問所は閉鎖されている。

## 著名な出身人物

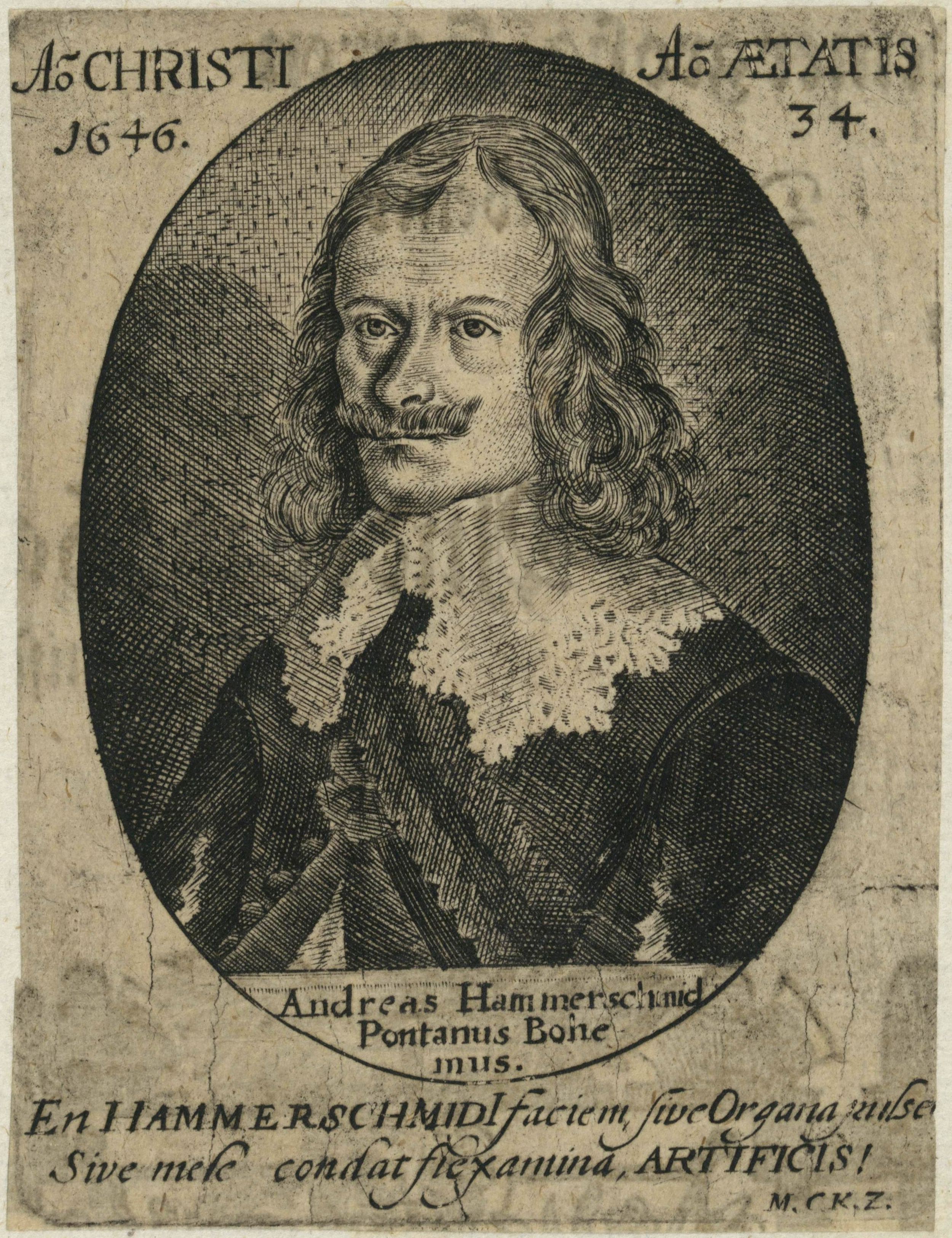
アンドレアス・ハマーシュミット

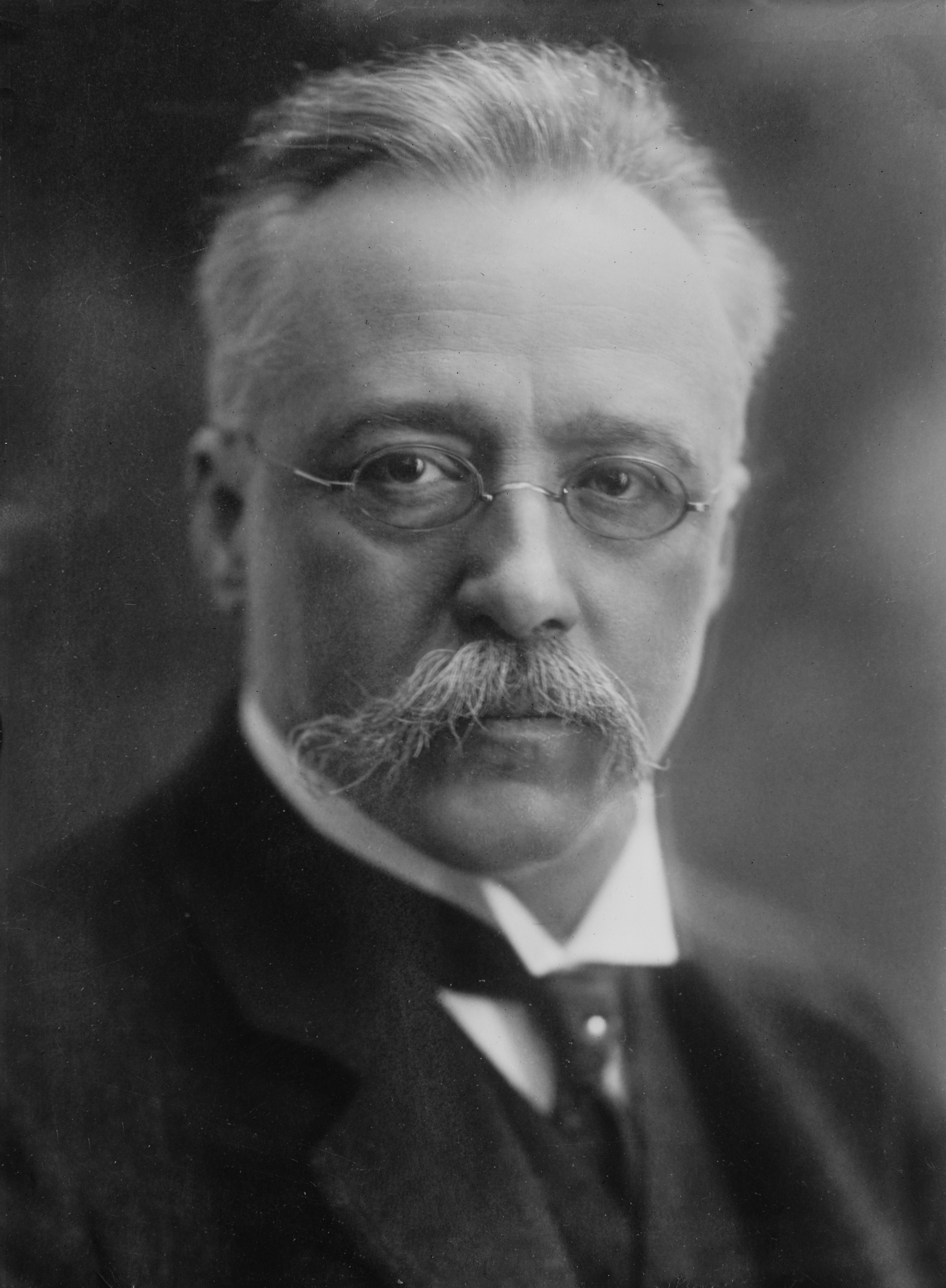
1900年頃のマックス・フィードラー

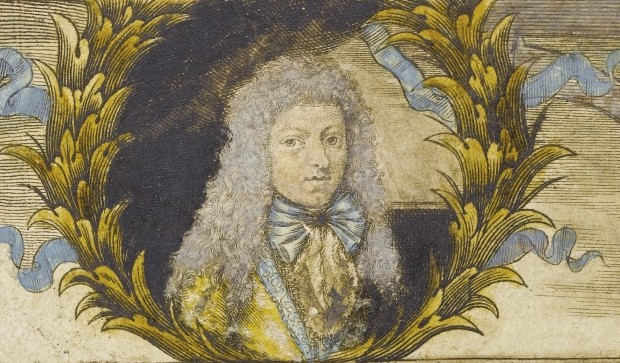
ヨハン・クーナウ

- エルンスト・バイアー (1905–2001)、フィギュアスケート選手、1936 年のオリンピックチャンピオン
- マックス・フィードラー (1859–1939)、指揮者、作曲家
- メルヒオール・フランク (1579–1639)、作曲家
- アンドレアス・ハマーシュミット (1611 年頃 - 1675 年)、作曲家、オルガン奏者
- ゴッタルド・ハンドリック (1908–1979)、アスリート、戦闘機パイロット
- モーリッツ・ハウプト (1808–1874)、文献学者
- ルッツ・ハイルマン（1976年生まれ）、政治家（左翼党）
- ヘンリエッテ・ハインツェ (1973 年生まれ)、女優
- フリッツ・ヘルチュ (1892–1941)、第二次世界大戦で少将
- クリスチャン・キーマン (1607–1662)、賛美歌作者
- アルフレッド・クロッツ (1874–1956)、文献学者
- ヨハン・クリーガー (1651–1735)、作曲家、オルガニスト
- ヨハン・クーナウ (1660–1722)、作曲家、オルガン奏者、チェンバロ奏者
- テオドール・ロイポルド、自転車選手
- アルバート・ヨハン・ルドヴィチ (1820–1894)、アーティスト
- ヴォルフガング・マカチュ (1906–1983)、鳥類学者、耳鼻科医
- ハインリヒ・マルシュナー (1795–1861)、作曲家
- ステファン・マイヤー (1981 年生まれ)、政治家 (CDU)
- ウルリッヒ・ピナー (1954年生まれ)、テニス選手
- ゲオルク・ヴィルヘルム・ポステル (1896–1953)、第二次世界大戦の将軍
- クリスチャン・ゴットリーブ・プリバー (1697–1744)、ユートピア入植者
- ハインツ・リヒター (1947 年生まれ)、自転車選手
- ヴェルナー・リヒター (1893–1944)、第二次世界大戦中将
- マルコ・ルドルフ (1970年生まれ)、ボクサー
- ルネ・ゾンマーフェルト (1974年生まれ)、クロスカントリースキー選手
- リザ・テツナー (1894–1963)、児童文学者
- シュテフェン・テルツァー (1985年生まれ)、アイスホッケー選手
- クリスチャン・ヴァイゼ (1642–1708)、作家、劇作家、詩人、教育者、図書館員
- ディーター・ゲルハルト・ヴォルム（1930年生まれ）、指揮者
- アルバート・ツィマーマン (1808–1888)、画家
- マックス・ツィンマーマン (1811–1878)、画家
- ロバート・ツィンマーマン (1815–1864)、画家
- リチャード・ツィマーマン (1820–1875)、画家

### 名誉国民
- マーティン・ムッチマン、1933年[3] (取り消された?)

## 脚注

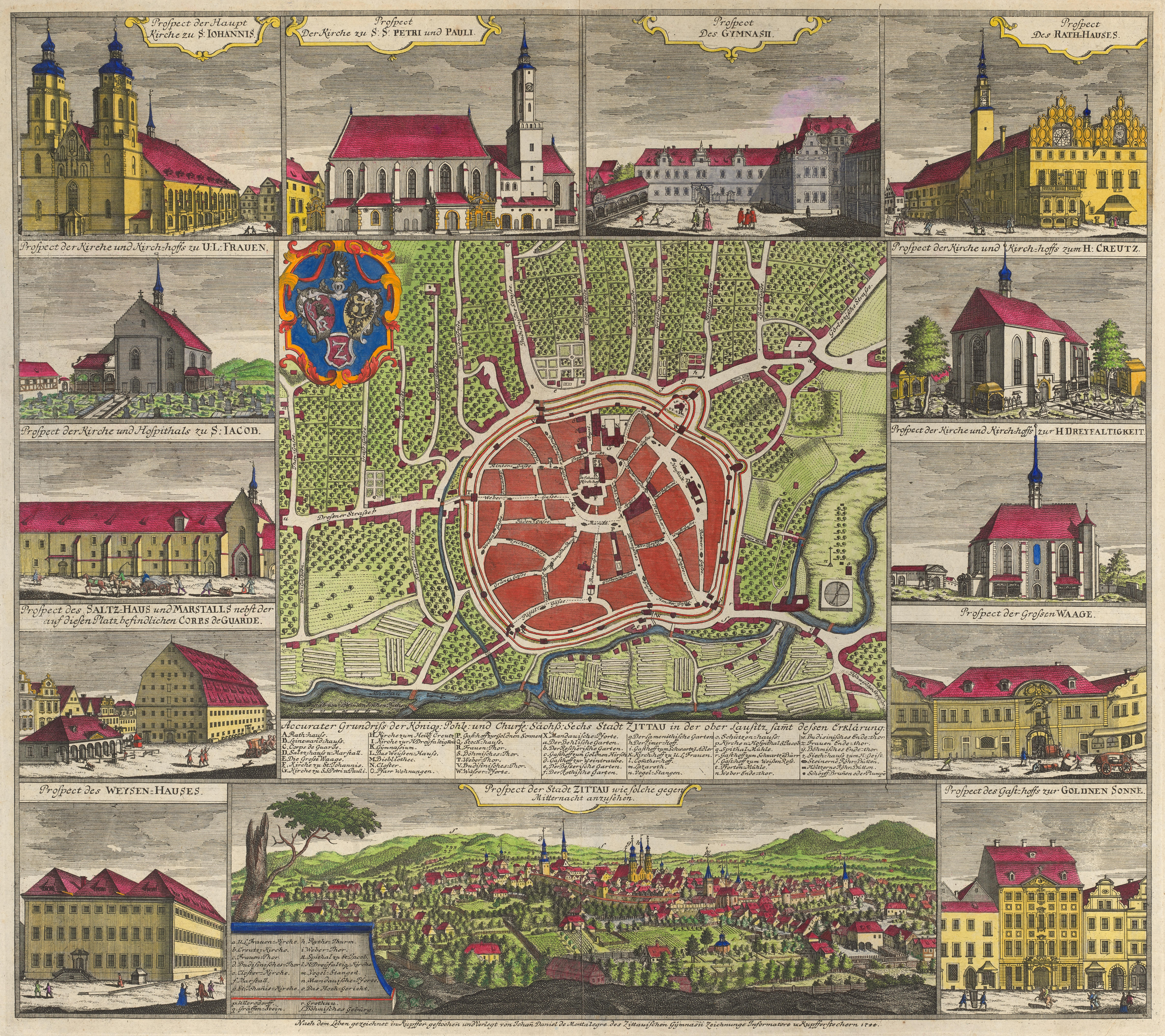
1744年頃のツィッタウ
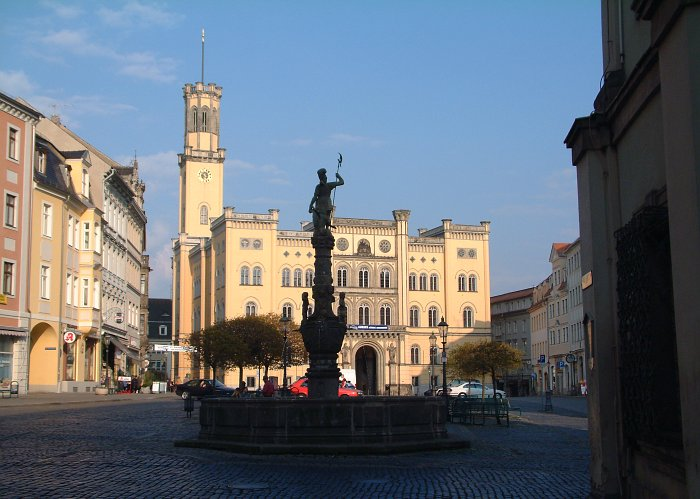
ツィッタウ市庁舎
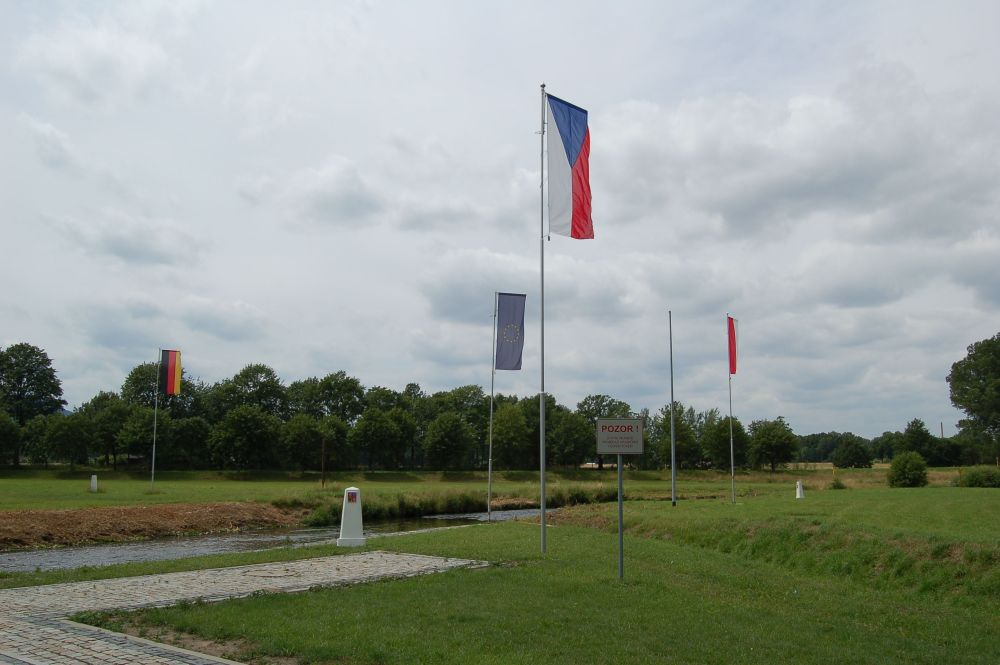
チェコとの国境
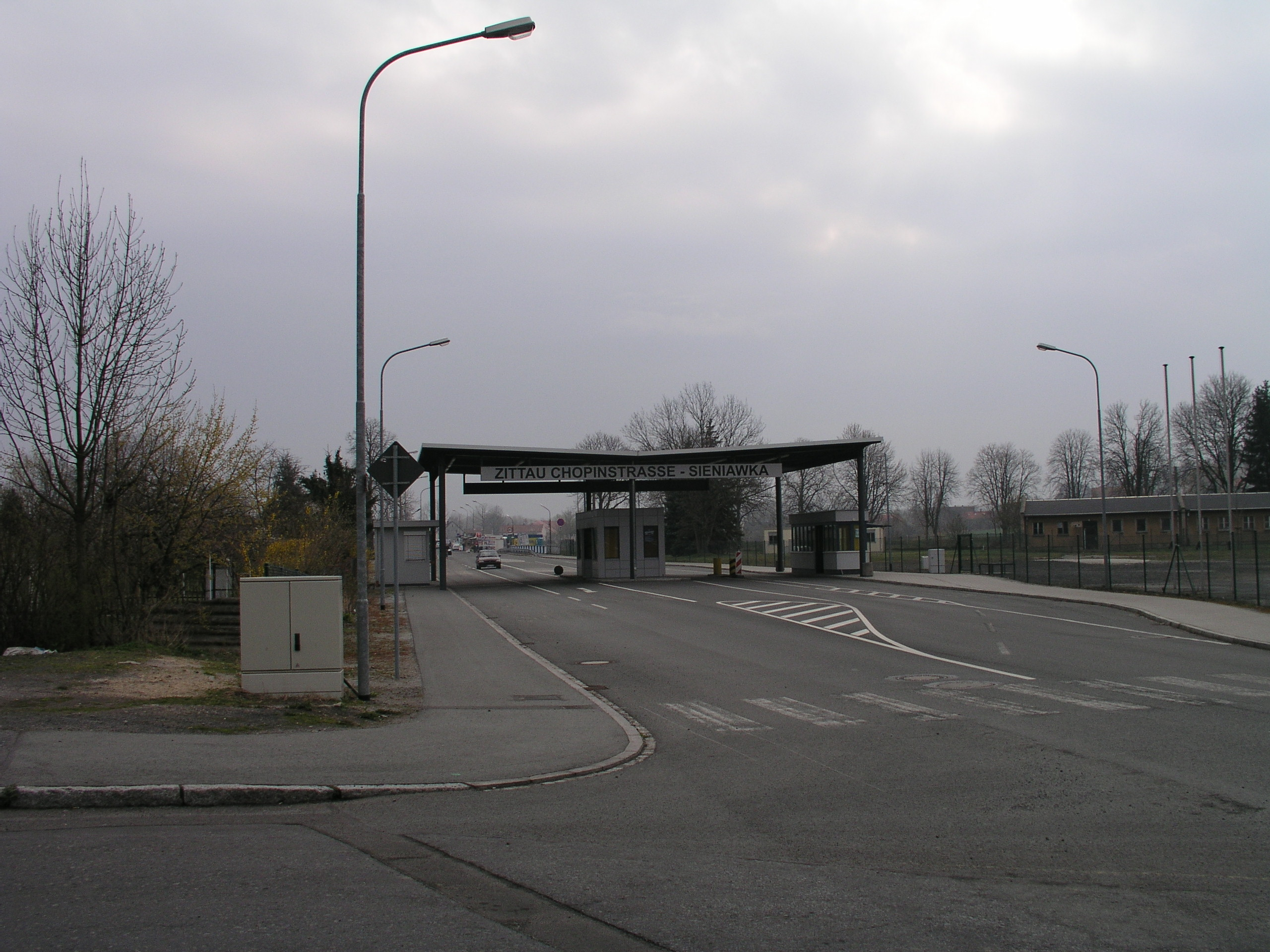
ポーランドとの国境と旧検問所